# Prewitt-Operator
Der Prewitt-Operator ist ein Kantendetektions-Filter ähnlich dem Sobel-Operator und ist nach Judith M.S. Prewitt benannt. Es wird allerdings auf die Gewichtung der aktuellen Bildzeile bzw. -spalte verzichtet. Analog zum Sobel-Operator berechnet der Kantendetektor zwei Gradientenbilder {\displaystyle \mathbf {G_{x}} } und {\displaystyle \mathbf {G_{y}} } in horizontaler und vertikaler Richtung eines Grauwertbildes {\displaystyle \mathbf {A} }:
{\displaystyle \mathbf {G_{x}} ={\begin{bmatrix}1&0&-1\\1&0&-1\\1&0&-1\end{bmatrix}}*\mathbf {A} }   und   {\displaystyle \mathbf {G_{y}} ={\begin{bmatrix}1&1&1\\0&0&0\\-1&-1&-1\end{bmatrix}}*\mathbf {A} }
Identisch zum Sobel-Filter wird die Kantenstärke {\displaystyle \mathbf {G} ={\sqrt {\mathbf {G_{x}} ^{2}+\mathbf {G_{y}} ^{2}}}} und die
Kantenrichtung {\displaystyle \mathbf {\Theta } =\arctan \left({\frac {\mathbf {G_{y}} }{\mathbf {G_{x}} }}\right)} berechnet.
Durch Ausnutzung der Separierbarkeit kann die Rechenzeit reduziert werden.

## Beispielbilder

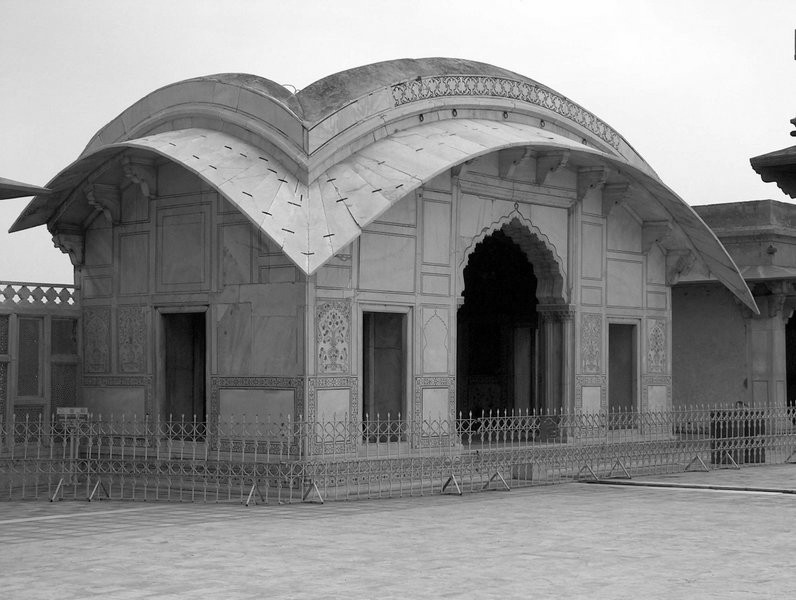
Originalbild

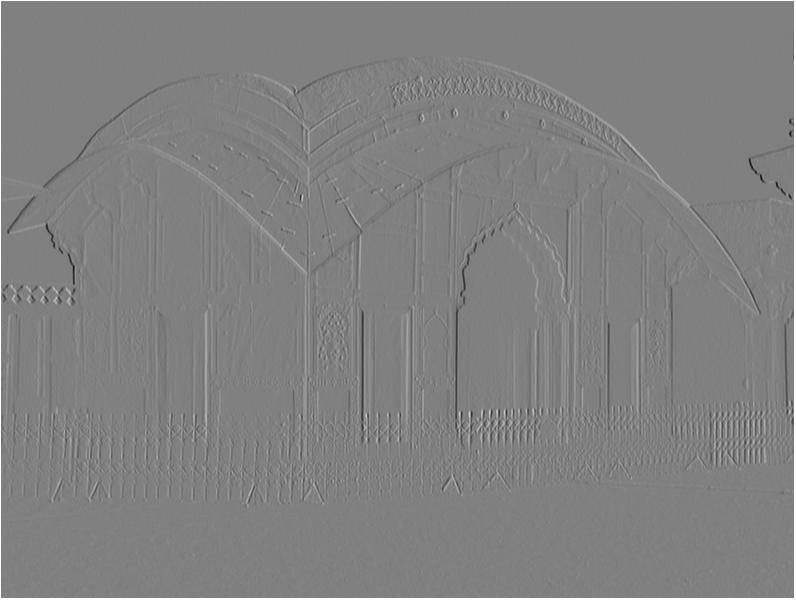
Horizontaler Gradient {\displaystyle \mathbf {G_{x}} }
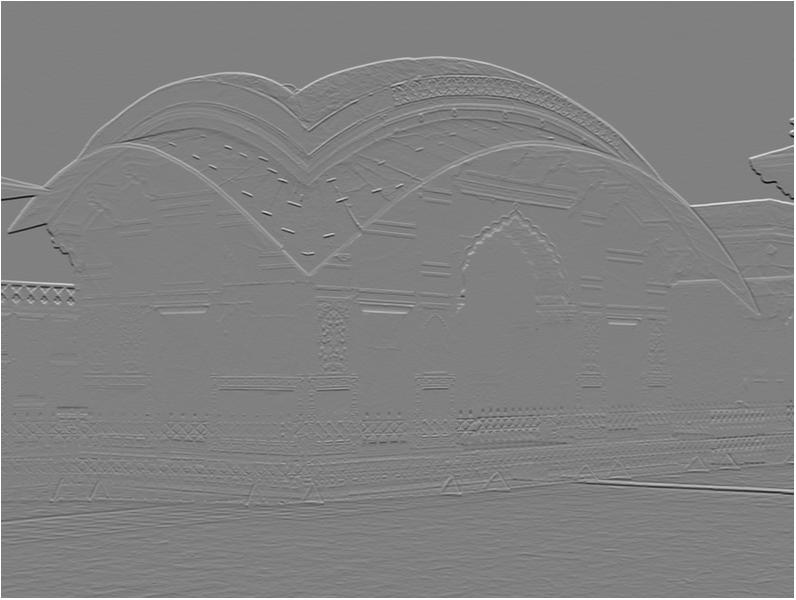
Vertikaler Gradient {\displaystyle \mathbf {G_{y}} }
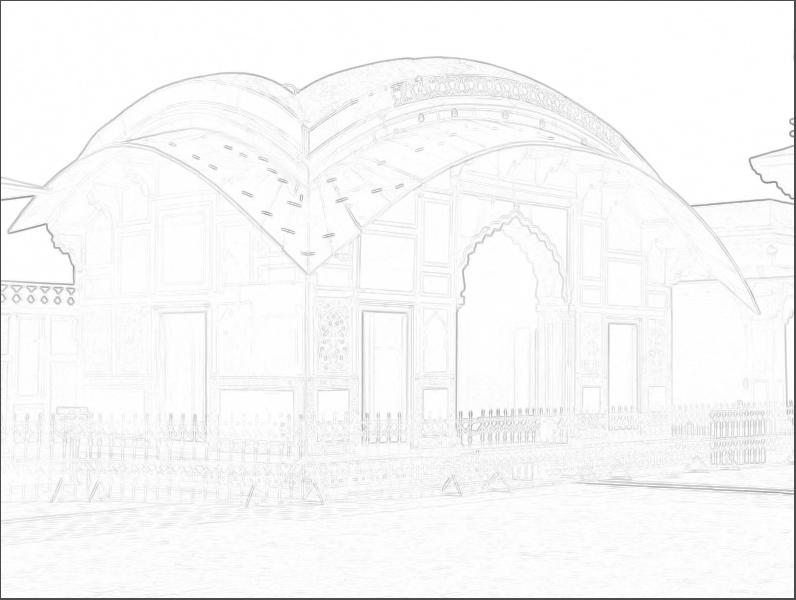
Gradientenstärke {\displaystyle \mathbf {G} }
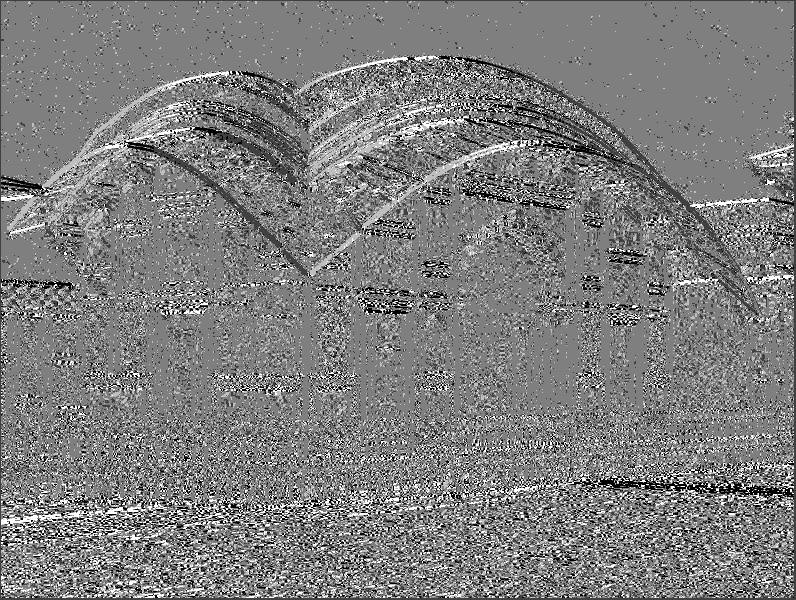
Gradientenrichtung {\displaystyle \mathbf {\Theta } }